# ولکی ولتینو
ولکی ولتینو (به چکی: Velký Valtinov) یک منطقهٔ مسکونی در جمهوری چک است که در Česká Lípa District واقع شده‌است.